# Векторная диаграмма
Ве́кторная диагра́мма — графическое изображение меняющихся по закону синуса (косинуса) величин и соотношений между ними при помощи направленных отрезков — векторов. Векторные диаграммы широко применяются в электротехнике, акустике, оптике, теории колебаний и так далее.
Гармоническое (то есть синусоидальное) колебание может быть представлено графически в виде проекции на некоторую ось (обычно берут ось координат Оx) вектора, вращающегося с постоянной угловой скоростью ω. Длина вектора соответствует амплитуде, угол поворота относительно оси (Ox) — фазе.
Сумма (или разность) двух и более колебаний на векторной диаграмме представлена при этом (геометрической) суммой (или разностью) векторов этих колебаний. Мгновенное значение искомой величины определяется при этом проекцией вектора суммы на ось Оx, амплитуда — длиной этого вектора, а фаза — углом его поворота относительно Ox.

## Векторные диаграммы и комплексное представление
Векторные диаграммы можно считать вариантом (и иллюстрацией) представления колебаний в виде комплексных чисел. При таком сопоставлении ось Ox соответствует оси действительных чисел, а ось Oy — оси чисто мнимых чисел (положительный единичный вектор вдоль которой есть мнимая единица).
Тогда вектор длиной A, вращающийся в комплексной плоскости с постоянной угловой скоростью ω с начальным углом φ0, запишется как комплексное число
{\displaystyle Ae^{i(\omega t+\varphi _{0})},}
а его действительная часть
{\displaystyle \mathrm {Re} {\big (}Ae^{i(\omega t+\varphi _{0})}{\big )}=A\mathrm {cos} {\big (}\omega t+\varphi _{0}{\big )},}
-есть гармоническое колебание с циклической частотой ω и начальной фазой φ0.
Хотя, как видно уже из вышесказанного, векторные диаграммы и комплексное представление колебаний теснейшим образом связаны и по сути представляют собой варианты или разные стороны одного и того же метода, они, тем не менее, обладают своими особенностями и могут применяться и по отдельности.
- Метод векторных диаграмм может излагаться отдельно в курсах электротехники или элементарной физики, если по тем или иным причинам (обычно связанным с умеренным уровнем математической подготовки учащихся и недостатком времени) надо избежать использования комплексных чисел (в явном виде) вообще.
- Метод комплексного представления (который при необходимости или желании может включать и графическое представление, что, правда, совершенно не обязательно и иногда излишне) вообще говоря более мощен, так как естественно включает в себя, например, составление и решение систем уравнений любой сложности, в то время как метод векторных диаграмм в чистом виде всё же ограничен задачами, подразумевающим суммирование, которое можно изобразить на одном чертеже.
- Однако метод векторных диаграмм (в чистом виде или в качестве графической составляющей метода комплексного представления) — более нагляден, а значит в некоторых случаях потенциально более надежен (позволяет до некоторой степени избежать грубых случайных ошибок, которые могут встречаться при абстрактных алгебраических вычислениях) и позволяет в некоторых случаях достичь в каком-то смысле более глубокого понимания задачи.

## Примеры применения

### Механика; гармонический осциллятор
- Гармонический осциллятор в механике и гармонический осциллятор любой природы формально представляют точную аналогию, поэтому рассмотрим их в одном параграфе на примере механического гармонического осциллятора.
- Применение векторных диаграмм в механике сводится в основном к случаю гармонического осциллятора (в том числе имеется в виду и случай осциллятора с линейной по скорости силой трения); впрочем, векторные диаграммы могут быть до некоторой степени полезны и для исследования нескольких осцилляторов в том числе и в пределе бесконечного их количества (для колебаний или волн в распределенных системах).
- С современной точки зрения применение векторных диаграмм к гармоническому осциллятору представляет скорее только исторический и педагогический интерес, однако тем не менее в принципе они здесь вполне применимы.
- В механике применение векторных диаграмм (обычно подразумевается их применение к одномерному осциллятору) имеет ту особенность, что добавляющаяся вторая координата для превращения колебаний во вращение может иметь не только чисто формальный абстрактный смысл, но для одномерной механической системы такого сорта может быть указана механическая же двумерная система, для которой векторная диаграмма первой реализуется как вполне реальное двумерное механическое движение, и все векторы реально двумерны (а после проецирования всех их и движения точки двумерной системы на одну ось, мы получаем мгновенные значения соответствующих величин — в том числе положения — для соответствующей одномерной системы); таким образом, для механической одномерной системы возможна не только формальная математическая, но и реальная механическая модель, переводящая колебательное одномерное движение во вращательное движение в двумерном пространстве, реализующая в себе векторную диаграмму для одномерной системы.

Разберем два основных случая простого применения векторных диаграмм в механике (как замечено выше, также применимых к гармоническому осциллятору не только механической, но любой природы): осциллятор без затухания и без внешней силы и осциллятор с (линейным) затуханием (вязкостью), и внешней вынуждающей силой.

#### Свободные гармонические колебания без затухания
Идея, в механической формулировке, заключается в достраивании одномерного движения до двумерного таким образом, чтобы вектор скорости имел ту же компоненту по оси x, что и в одномерном случае, и был перпендикулярен радиус-вектору (проекция которого на ось x и есть координата x в одномерной системе).
Если двумерная скорость (на диаграмме) не меняется по величине (по модулю), то можно показать, что ускорение направлено также под прямым углом к скорости и направлено в точности противоположно радиус-вектору (центростремительное ускорение).
Что касается соотношения величин векторов, то, исходя из довольно очевидного геометрически факта, что конец любого вектора длиной L, вращающегося вокруг своего начала с угловой частотой ω, описывает окружность, длина которой равна ωL (где L - её текущий радиус), и , предполагая, что движение на двумерной диаграмме чисто вращательное, легко понять, что линейная скорость оконечной точки составит -
{\displaystyle |{\vec {v}}|=|{\dot {\vec {r}}}|=\omega |{\vec {r}}|,} и линейное ускорение будет равно {\displaystyle |{\vec {a}}|=|{\dot {\vec {v}}}|=\omega |{\vec {v}}|.}
То есть, для вектора ускорения {\displaystyle {\vec {a}}} получаем, что его величина равна {\displaystyle \omega ^{2}|{\vec {r}}|,} а направление — противоположно направлению {\displaystyle {\vec {r}}} (из-за поворота дважды на 90 градусов).
(Таким образом мы получили, по ходу дела, и теорему о центростремительном ускорении).
Естественным расширением возвращающей силы одномерного осциллятора
{\displaystyle F=-kx}
до двумерной, удовлетворяющей условию совпадения x-компоненты силы с одномерной, будет
{\displaystyle {\vec {F}}=-k{\vec {r}}.}
Тогда видим, что можно подобрать скорость вращения так, чтобы все векторы оставались неизменными по величине, и только вращались с угловой скоростью ω. А именно, если {\displaystyle \omega ^{2}=k/m,} то
{\displaystyle m{\vec {a}}=-m\omega ^{2}{\vec {r}}={\vec {F}}=-k{\vec {r}}.}
(При этом длину вектора {\displaystyle {\vec {r}}} может быть взята любой, она сокращается в этом уравнении; также может быть взят любым угол поворота начального положения {\displaystyle {\vec {r}}}).
То есть мы нашли решение для двумерной системы (соответствующей векторной диаграмме), а следовательно проекция этого решения на ось x — есть решение уравнения движения для одномерной системы, то есть
{\displaystyle x=const\cdot \mathrm {cos} (\omega t+const'),}
где {\displaystyle \omega ={\sqrt {k/m}},} а константы {\displaystyle const,const'} — любые, есть решение уравнения движения гармонического осциллятора
{\displaystyle m{\ddot {x}}=-kx.}

#### Гармонический осциллятор с затуханием и внешней вынуждающей силой
Аналогично можно рассмотреть решение уравнения движения гармонического осциллятора со внешней вынуждающей силой f:
{\displaystyle m{\ddot {x}}=-kx-\beta {\dot {x}}+f.}
(Здесь в правой части первый член — обычная гуковская возвращающая сила, второй — вязкое трение, третий — внешняя вынуждающая сила — подразумевается, что она зависит только от времени и не зависит от x).
Поскольку практически любая сила f может быть разложена в ряд или интеграл Фурье, то есть представлена как сумма (дискретная сумма или интеграл) синусоидальных сил, задача сводится к задаче с синусоидальной силой
{\displaystyle f(t)=f_{0}\mathrm {cos} (\omega t).\ }
(Вследствие линейности уравнения движения, решение для суммы нескольких или даже бесконечного числа синусоидальных f будет суммой решений для каждого из этих f). (Кроме того, и случай чисто синусоидальной силы (а даже не суммы разных синусоид) может быть важен сам по себе).
Рецепт решения этой задачи методом векторных диаграмм таков: каждая одномерная кинематическая или динамическая величина (координата, скорость, ускорение, сила) заменяется (чисто формально — или — если угодно — в рамках сопоставления исходной одномерной системе модельной двумерной механической системы) на двумерную.
При этом пытаемся подобрать эти векторы так, чтобы двумерное движение сводилось к чистому вращению.
Для этого надо потребовать, чтобы суммарная сила, действующая на массу осциллятора (являющуюся материальной точкой), была направлена всегда к одной и той же точке (центру вращения), а по величине равнялась величине центростремительного ускорения, умноженного на массу.
Исходя из этих условий получаем уравнение на соотношение модулей векторов (соответствующих, очевидно, амплитудам колебания соответствующих одномерных величин), а также и на их углы (соответствующие фазам одномерных колебаний).
Разумно, исходя из симметрии, предположить, что вращение должно происходить относительно начала координат (точки равновесия).
Тогда ускорение должно быть направлено к этой точке (ведь мы имеем в виду правильное равномерное вращение), а значит, имеем два условия, если рассмотрим компоненты сил и ускорения по оси, соответствующей радиус вектору и по оси перпендикулярной ей. Эти два условия записываются как уравнения
{\displaystyle m\omega ^{2}r=kr-f_{r}\ }
и
{\displaystyle 0=f_{\perp }-\beta \omega r}
соответственно. (Здесь r — модуль радиус-вектора, f с разными индексами — компоненты вектора внешней силы вдоль радиус-вектора и перпендикулярно ему; первое уравнение содержит количественный баланс радиальных сил и центростремительного ускорения, а второе означает компенсацию поперечных сил, которая необходима, чтобы в итоге сила была направлена по линии радиус-вектора, то есть была центростремительной).
Разрешая каждое из этих двух уравнений относительно компоненты силы f, а затем возводя каждое в квадрат и сложив, имея в виду по теореме Пифагора {\displaystyle f^{2}=f_{r}^{2}+f_{\perp }^{2},}, получаем:
{\displaystyle ((k-m\omega ^{2})^{2}+\beta ^{2}\omega ^{2})r^{2}=f^{2},\ }
а отсюда:
{\displaystyle r={\frac {f}{\sqrt {(k-m\omega ^{2})^{2}+\beta ^{2}\omega ^{2})}}},}
то есть выражение для амплитуды колебания при заданной амплитуде вынуждающей силы f.
(Аналогично — из отношения выписанных компонент силы, представляющего тангенс искомого угла — находится и угол, под которым вектор силы на диаграмме наклонен к радиус-вектору. А этот угол и есть запаздывание фазы колебаний x относительно фазы колебаний приложенной внешней силы).
Как видим, исследование колебаний под действием вынуждающей синусоидальной силы (из которого в числе прочего получаются условия резонанса итд итп) для гармонического осциллятора вполне успешно осуществляется методом векторных диаграмм. Впрочем, для исследования других вопросов, таких, как получение затухающего решения в отсутствие внешней вынуждающей силы, такой метод не слишком удобно применим.

### Расчет электрических цепей
Расчет электрических цепей — пожалуй, наиболее стандартный и крайне широко распространенный случай применения векторных диаграмм, причем именно здесь по ряду педагогических причин он, видимо, чаще всего применяется именно под этим названием и в чистом виде (то есть даже без упоминания комплексных чисел).
На самом деле аналогичный метод, основанный на комплексном представлении колебаний, конечно же, есть — в основном его можно обозначить как метод комплексных импедансов (см. тж. Метод комплексных амплитуд). В целом последний более мощен, чем простой метод векторных диаграмм, так как более формализован и позволяет найти решение для произвольной (сколь угодно сложной) схемы, состоящей из линейных элементов (резисторов, конденсаторов, катушек индуктивности), используя обобщенные правила Кирхгофа. В то же время, векторные диаграммы могут быть использованы для иллюстрации этого метода, а в тех случаях, где они применимы, формально полностью совпадают.
Наиболее стандартный, распространенный и простой случай применения векторных диаграмм к электрическим схемам — это последовательные и параллельные цепи, состоящие из линейных элементов (резисторов, конденсаторов и элементов, обладающих индуктивностью).
- В принципе векторные диаграммы могут быть, если параметры элементов цепи и частота заданы численно, использованы для получения ответа графическим путём почти без вычислений (путём построения точного чертежа), однако чаще под применением векторной диаграммы понимают получение с помощью неё ответа в виде формулы (тогда векторная диаграмма играет роль схематического чертежа при решении геометрической задачи).

Основой выполнения типичного расчета в терминах, исключающих явное использование комплексных чисел, является понятие реактивного сопротивления, которое вводится для конденсаторов и индуктивных элементов (катушек индуктивности), исходя из основных физических уравнений, позволяющих связать ток через элемент и напряжение на нём (или ЭДС в нём):
- для конденсатора:
{\displaystyle CU=Q=\int Idt,}
- для индуктивности:
{\displaystyle {\mathcal {E}}=-LdI/dt,} притом {\displaystyle U=-{\mathcal {E}}}

Затем в эти уравнения подставляют синусоидальный ток:
- {\displaystyle I=I_{0}\mathrm {cos} (\omega t+\varphi _{0})}

и получают
- для конденсатора:

{\displaystyle U={\frac {1}{C\omega }}I_{0}\mathrm {sin} (\omega t+\varphi _{0})={\frac {1}{C\omega }}I_{0}\mathrm {cos} (\omega t+\varphi _{0}-{\frac {\pi }{2}}),}
- для индуктивности:

{\displaystyle U=-L\omega I_{0}\mathrm {sin} (\omega t+\varphi _{0})=L\omega I_{0}\mathrm {cos} (\omega t+\varphi _{0}+{\frac {\pi }{2}}).}
Заметим, что формулы очень похожи на обычный закон Ома
{\displaystyle U=RI,}
за исключением двух моментов: 1) если обычное (называемое в данном контексте активным) сопротивление R не вызывает изменения фазы напряжения по сравнению с током (они синфазны), то напряжение на конденсаторе запаздывает по фазе относительно тока на 90°, а на индуктивности напряжение опережает ток по фазе на те же 90°; 2) коэффициент, на который домножается ток, чтобы получить напряжение, как раз и называемый реактивным сопротивлением зависит и у конденсатора, и у индуктивности от частоты тока (и зависит разным, обратным, образом).
Таким образом, мы знаем, как изобразить на векторной диаграмме напряжение на конденсаторе, индуктивности или резисторе, если известен ток (то есть его вектор уже нарисован). А именно: для конденсатора мы должны умножить (масштабировать) вектор, изображающий ток, на коэффициент {\displaystyle {\frac {1}{\omega C}}} и повернуть его на 90° в отрицательном направлении (по часовой стрелке), для индуктивности же мы должны умножить вектор тока на {\displaystyle \omega L} и повернуть его на 90° в положительном направлении (против часовой стрелки). Так мы получим вектор, изображающий напряжение, для конденсатора и индуктивности, если мы знаем вектор тока. Для резистора же («активного сопротивления»), чтобы построить вектор, изображающий напряжение, вектор, изображающий ток, надо только умножить на R, не меняя его направления.
Совершенно аналогично можно построить на векторной диаграмме вектор, изображающий ток, если мы знаем вектор, изображающий напряжение. (Очевидно, просто умножать придется на обратные приведенным выше числа, и поворачивать вектор в противоположную сторону).
Когда это ясно, можно рассмотреть конкретно типичные задачи для параллельного и последовательного соединения элементов.
- Основным фактом, используемым для решения задачи при параллельном соединении, является тот факт, что напряжение на всех параллельно соединенных элементах одинаково, поэтому за исходный вектор берётся вектор напряжения (он один и тот же для всех элементов, то есть он всего один, поэтому именно с него удобно начать). Затем по рецепту, приведённому выше, строятся векторы тока для каждого элемента, а их (векторная) сумма, конечно же, изображает суммарный ток.
- Основным фактом для решения задачи с последовательным соединением является равенство тока во всех последовательно соединенных элементах[10] Тогда мы начинаем построение с вектора тока, вычисляем напряжение на каждом элементе способом, описанным выше (через его активное или реактивное сопротивление), а напряжение на концах цепи вычисляется как сумма векторов, изображающих напряжение на каждом элементе. Он позволяет определить амплитуду и фазу напряжения на концах цепи, если известна амплитуда, фаза и частота тока. После записи ответа в виде формулы, можно при необходимости переписать её и так, чтобы выразить наоборот неизвестный ток через известное напряжение.

Векторная диаграмма для RLC-цепочки. (Стрелки в нижней части рисунка не являются векторами векторной диаграммы, а лишь показывают участки цепи, напряжения на которых соответствует векторам с таким же буквенным обозначением и цветом в верхней части рисунка, как раз и являющейся, собственно, векторной диаграммой).

Последний вариант построения векторной диаграммы (для последовательно соединенных резистора, индуктивности и конденсатора) приведен на рисунке.

#### Подробно
В последовательную цепь (как на рисунке) включены резистор сопротивлением R, конденсатор ёмкостью C и катушка индуктивностью L. Обозначим напряжение на каждом из этих элементов соответственно UR,UC,UL, а ток через цепь (одинаковый для каждого элемента из-за их последовательного включения) обозначим I.
Напряжение на концах цепи (которое мы обозначим как URLC) будет суммой напряжений на каждом элементе:
{\displaystyle U_{RLC}=U_{R}+U_{C}+U_{L}.}
Полагаем (по условию задачи), что ток в цепи синусоидальный, и изображаем его на векторной диаграмме (верхняя часть рисунка) как горизонтальный вектор длиной, равной амплитуде тока (это означает, что мы принимаем начальную фазу тока за ноль; если она не ноль в реальном случае, то такой случай сводится к нашему сдвигом начала отсчета времени или поворотом всей векторной диаграммы целиком на угол начальной фазы, что ничего не меняет в последующих рассуждениях).
Полагаем (также по условию задачи), что частота тока (а следовательно и напряжений) задана и равна ω.
Напряжение на каждом из элементов цепи вычисляется исходя из его активного или реактивного сопротивления, а именно амплитуды напряжений, соответствующие длинам векторов, которыми эти напряжения изображаются на диаграмме, равны:
{\displaystyle |U_{R}|=R|I|,\ }
{\displaystyle |U_{C}|={\frac {1}{\omega C}}|I|,}
{\displaystyle |U_{L}|=\omega L|I|,\ }
причем первое не сдвинуто по фазе относительно тока, а значит изображается на диаграмме вектором, сонаправленным с I, второе — в силу ёмкостного характера его реактивного сопротивления — отстает по фазе на 90°, а значит изображается вектором, повернутым на 90° в отрицательном направлении (по часовой стрелке) — то есть на рисунке вниз (поскольку I на этом рисунке строго горизонтально), а третье — в силу индуктивного характера его реактивного сопротивления — обгоняет ток по фазе на 90°, а значит на диаграмме изображается вектором, повернутым на 90° в положительном направлении (против часовой стрелки) — на нашем рисунке это получается строго вверх.
Далее складываем UR,UC,UL по правилам сложения векторов, то есть, как на рисунке, строим цепочку векторов (ломаную), где каждый следующий прибавляемый вектор строится так, чтобы его начало совпадало с концом предыдущего.
Вектором суммы оказывается, как мы и полагали выше
{\displaystyle U_{RLC}=U_{R}+U_{C}+U_{L},}
однако теперь мы видим этот вектор на диаграмме конкретно.
Длина этого вектора оказывается длиной гипотенузы прямоугольного треугольника со сторонами |UR| и ||UL|-|UC|| (на рисунке изображен случай, когда |UL| > |UC|, однако это никак не скажется на последующих вычислениях).
Следовательно, по теореме Пифагора,
{\displaystyle |U_{RCL}|={\sqrt {U_{R}^{2}+(U_{L}-U_{C})^{2}}},}
а подставляя длины векторов UR, UL, UC из формул, выписанных выше, имеем
{\displaystyle |U_{RCL}|={\sqrt {(I_{0}R)^{2}+(I_{0}\omega L-{\frac {I_{0}}{\omega {C}}})^{2}}},}
где I0 обозначена амплитуда тока (равная длине вектора I); вынося I0 из-под корня, имеем:
{\displaystyle |U_{RCL}|=I_{0}{\sqrt {R^{2}+(\omega L-{\frac {1}{\omega C}})^{2}}},}
то есть аналитическое выражение для амплитуды напряжения на цепи.
- В заключение заметим, что теперь этими формулами можно пользоваться и для решения обратной задачи — вычисления тока в цепи при заданном напряжении — для этого надо лишь элементарно разрешить первое уравнение относительно I0, выразив его через остальные параметры.

### Преобразование Фурье
Векторные диаграммы могут быть использованы применительно к рядам Фурье и преобразованию Фурье (с физической точки зрения это по большей мере интерпретируется как исследование частотного спектра тех или иных процессов).
В некоторых частных случаях применение векторных диаграмм позволяет достаточно элементарными средствами получить в этой области довольно нетривиальные точные результаты. Ценность такого применения в современном контексте, видимо, не слишком велика, поскольку все эти результаты могут быть воспроизведены более стандартными и общими аналитическими приемами («без использования чертежей»), однако, по-видимому, способ векторных диаграмм может тут быть полезен в педагогическом плане, а также для популяризации, и, возможно, иногда для каких-то инженерных применений.
Кроме того, векторные диаграммы могут быть в этой области несомненно полезны в качестве иллюстрации, а также для лучшего качественного понимания формальных результатов и, вероятно, иногда для получения каких-то оценочных соотношений.

#### Сложение двух синусоидальных колебаний

Анимация биений двух синусоидальных сигналов напряжения равной амплитуды близких частот. Колебания и их сумма изображены в виде вращающихся векторов (комплексных амплитуд).

Для школьников несомненно полезно рассмотрение с точки зрения векторных диаграмм сложения двух синусоидальных сигналов, несильно отличающихся по частоте. Несмотря на то, что результат может быть получен простым применением тригонометрических формул, метод векторных диаграмм ценен тем, что позволяет получить результат прозрачным геометрическим способом, способствующим качественному пониманию математического содержания этой задачи.
Собственно, можно сказать, что рассмотрение с помощью векторных диаграмм может в числе прочего и помочь запомнить (или восстановить в памяти) соответствующие тригонометрические формулы.

#### Фурье-образ прямоугольного сигнала
- Поскольку прямое и обратное преобразование Фурье по сути симметричны, речь идет как о фурье-образе (спектре) прямоугольного сигнала[15], так и обратно о том, какой сигнал имеет «прямоугольный» спектр[16].

Имея в виду, что решение всех задач, обозначенных во вводном замечании, формально по сути одинаково, сосредоточимся на том, чтобы наметить путь решения той из них, которая имеет более прозрачный физический смысл. А именно на задаче определить форму сигнала (явный вид функцию от времени), представляющего собой сумму сумму синусоид, равных по амплитуде и равноудаленных по частоте (а начальная фаза каждой из этих синусоид пусть равна нулю).
Каждая из таких синусоид, очевидно, изображается на векторной диаграмме вектором одной и той же длины. В начальный момент времени (t=0) все эти векторы горизонтальны и направлены вправо. В последующие моменты времени угол поворота каждого вектора линейно зависит от его номера.
Следовательно, если мы будем суммировать векторы в естественном порядке, начиная с наименьшей частоты к наибольшей, ломаная, состоящая из цепочки суммируемых векторов, будет в произвольный момент времени представлять собой часть «правильного многоугольника», то есть все начала и концы векторов лежат в конкретный момент времени на некоторой одной окружности (в начальный момент, очевидно, эта ломаная вырождена в отрезок прямой).
- Сразу заметим, что в случае задачи для непрерывного спектра такая ломаная, очевидно, переходит в окружность. При желании это утверждение можно обосновать строго, а все рассуждения для дискретного спектра переформулировать соответственно для непрерывного.

Вектор суммы — вектор, проведенный от начала первого вектора в цепочке к концу последнего — очевидно, направлен под углом {\displaystyle \omega _{0}t} к горизонтали, где {\displaystyle \omega _{0}=(\omega _{1}+\omega _{2})/2} — среднее нижней и верхней частот нашего спектра (то есть наибольшей и наименьшей частоты).
Длину этого вектора также нетрудно вычислить из элементарных геометрических соображений.
- Качественное отличие случая дискретного спектра от непрерывного состоит в том, что при дискретном спектре количество звеньев ломаной конечно (и каждый её отрезок тоже конечен) поэтому через некоторое конечное время будет достигнуто положение, когда каждый следующий вектор будет противоположен предыдущему (ломаная полностью «сложится» до размеров одного вектора), а после этого она начнет «раскладываться», пока, через то же время, не достигнет начального положения, то есть амплитуда суммы опять будет максимальной, как и при t=0, а сама функция будет периодической[18].
- Нетрудно вычислить, через какое время «огибающая сигнала пройдет через ноль»[19]. (Очевидно, это произойдет тогда, когда ломаная — или в случае непрерывного спектра кривая (дуга окружности) — составленная из векторов, изображающих каждую синусоиду, впервые замкнется. Это время можно использовать как количественную характеристику «ширины сигнала» (ширины его главного пика) по времени. (Очевидно, что сигнал есть четная — то есть симметричная относительно обращения времени — функция, поэтому аналогичная точка на оси времени будет и на отрицательной полуоси, симметрично первой).
- Эту характеристику ширины сигнала — в сочетании с очевидной (в силу его резких границ) характеристикой ширины спектра — можно использовать для формулировки соотношений неопределенностей; это может быть полезно при популярном изложении, так как требует в общем элементарных математических средств, а при этом суть проблемы затронута (пусть и на частном примере) достаточно детально.

### Дифракция
При решении задачи дифракции Фраунгофера на щели, мы сталкиваемся с вопросом, сходным с рассмотренным в предыдущем параграфе: как просуммировать синусоиды, равные по амплитуде и сдвинутые по фазе следующая относительно предыдущей на одинаковую величину (только в этом параграфе эти сдвиги фазы пропорциональны не времени, а — в простейшем случае — синусу угла).
Аналогичным случаю предыдущего параграфа образом, каждая синусоида представлена вектором, цепочка которых при суммировании способом ломаной оказывается вписана в окружность, а в непрерывном пределе (к которому здесь необходимо перейти) — представляет собой дугу окружности. Вектор суммы — замыкающий ломаную — есть тогда хорда этой дуги, и его длина рассчитывается из элементарных геометрических соображений.
Довольно интересно, что метод векторных диаграмм позволяет качественно исследовать переход от фраунгоферова случая к более общему (при приближении экрана наблюдения к щели). (Тогда длины складываемых векторов перестают быть одинаковыми, однако качественно можно понять, как меняется картина, особенно пока расстояние до экрана уменьшилось не слишком сильно).
В принципе, метод векторных диаграмм пригоден для нахождения решения задач дифракции и в общем случае (для которого нет аналитических методов) — численным методом, методом построения или с помощью механического аналогового устройства, хотя во многих из таких применений не слишком очевидно, насколько корректно применение самого термина «векторные диаграммы» (в смысле отграничения от других обычных методов — комплексного представления итд; хотя, конечно, в отдельных случаях это несомненно корректно — скажем при чисто графическом построении).